# Szemenyecsörnye
Szemenyecsörnye Zala megyei község 1977. április 1-jén jött létre Csörnyeföld és Muraszemenye községek egyesítésével. A település rendszerváltás utáni első és egyetlen polgármesterévé 1990 őszén a független Koroncz Lajost választották a helyi lakosok. 1992. március 1-jével a két település különvált, az időközi választáson újraválasztott Koroncz Muraszemenye első embereként folytatta munkáját, Csörnyeföldén Orbán Tibor lett a polgármester.